# Matsushima, Miyagi
Matsushima (松島町 Matsushima-machi) là thị trấn thuộc huyện Miyagi, tỉnh Miyagi, Nhật Bản. Tính đến ngày 1 tháng 10 năm 2020, dân số ước tính thị trấn là 13.323 người và mật độ dân số là 250 người/km2. Tổng diện tích thị trấn là 53,56 km2.